# Antonio José Cordero Campillo
Antonio José Cordero Campillo (Jerez de la Frontera, 14 de noviembre de 2006), más conocido como Antonio Cordero, es un futbolista español que juega de delantero en el Newcastle United F. C. de la Premier League de Inglaterra.
Actualmente internacional con la selección Española sub-19

## Trayectoria
Nacido en Jerez de la Frontera, Cádiz, Andalucía, Cordero es un jugador formado en las categorías inferiores del Real Betis, Sevilla FC, Cádiz CF, Xerez Club Balompié y Jerez FC Alternativa, antes de incorporarse a la cantera del Málaga CF en 2021.
El 17 de noviembre de 2022, firmó su primer contrato profesional con el Málaga CF, tras acordar un contrato por tres años.
El 2 de septiembre de 2023, antes de haber debutado con el filial, Cordero hizo su debut en el primer equipo en la Primera Federación al sustituir en la victoria en casa por 2-1 sobre el Atlético de Madrid B, con apenas 16 años, nueve meses y 17 días, se convirtió en el cuarto jugador más joven en debutar con el Málaga CF.
En la temporada 2023-24, alternó el primer equipo y el Atlético Malagueño durante el resto de la temporada, anotando 12 goles para el filial. 
El 22 de junio de 2024, tras salir al campo en la prórroga del partido de vuelta de la eliminatoria de ascenso ante el Gimnàstic de Tarragona, marcó el empate en el último minuto para lograr el ascenso a la Segunda División de España, siendo su primer gol con el primer equipo.
El 17 de agosto de 2024, debuta con el primer equipo del Málaga Club de Fútbol en la Segunda División de España, en un encuentro frente al Racing de Ferrol. 
Newcastle F.C.
En julio de 2025, se anunció el fichaje de Antoñito Cordero por el Newcastle de Inglaterra con un contrato hasta 2030.

### Selección nacional
Es internacional en categorías inferiores con la selección de España sub-18.

## Clubes
| Club                   | País       | Año       |
| ---------------------- | ---------- | --------- |
| Atlético Malagueño     | España     | 2023-2024 |
| Málaga C. F.           | España     | 2023-2025 |
| Newcastle United F. C. | Inglaterra | 2025-act. |